# Кохання — наш план, і цей план — смерть
«Кохання — наш план, і цей план — смерть» (англ. Love Is the Plan the Plan Is Death) — оповідання Джеймса Тіптрі-молодшого, яке виграло нагороду «Неб'юла» за найкраще оповідання 1974 року. Твір вперше був опублікований в збірнику «Чужоземний стан» у квітні 1973 року.

## Сюжет
Моґедіт, хто є істотою схожою на павука, вирішив що він не буде піддаватись інстинктам, які спонукають його вид до насильницького життєвого циклу. Але проблема полягає в тому, що кожну зиму холод спричинює падіння розумових здібностей у таких істот як він. Коли проходять роки, Моґедіт починає розуміти що зими стають довшими, і стає тяжче опиратись інстинктам. Літом він ловить і накопичує здобич для себе і своєї партнерки Лілілу, але коли їжа закінчується, Лілілу з'їдає його.

## Сприйняття
Твір виграв премію «Неб'юла», був номінований на премію «Г'юго» і посів третє місце в опитуванні часопису Локус.
Журнал «Кіркус рев'юс» назвали оповідь «високо похвальною», тоді як Льюїс Кол описав твір як «дивну, але прекрасну любовну історію», підкреслюючи контраст між відношенням Моґедіт і Лілілу, та БДСМ. Газета «Вашингтон пост» написала, що «змалювання розумних видів, чиї біологічні імперативи змушують самиць пожирати своїх партнерів (…) драматизовано з прямотою стріли».